# Медалиер
Медалиер е човек на изкуството, който проектира медали, плакети, значки, метални медальони, монети и подобни малки произведения с релеф в метал. Исторически медалиерите обикновено също са участвали в производството на своите дизайни и обикновено са били или скулптори, или златари.
В съвремието медалиерите са предимно скулптори на по-големи произведения, но в миналото броят на произведените медали и монети е бил достатъчен, за да позволи на специалисти да прекарат по-голямата част от кариерата си докато ги произвеждат. От 19-ти век образованието на медалиерите често започва като гравьор или официално образование в академия, по-специално моделиране и портретиране.
Често върху монетите е бил включван на скрито място знак или символ, идентифициращ медалиера като автор дизайнер, като този знак не трябва да се бърка със символа на майстора на монетния двор. Художествените медали и плакети често се подписват на видно място от художника.

## Български медалиери
- Благовест Георгиев Апостолов (роден 1953 в София)
- Александър Хайтов (роден 1954)
- Снежана Русева-Хойер (родена 1953 в Крушари)